# Бугайчук Людмила Миколаївна
Людми́ла Микола́ївна Бугайчу́к — старша медична сестра, відділення невідкладної хірургії, Національний військово-медичний клінічний центр «Головний військовий клінічний госпіталь».

## Нагороди
За особисту мужність і героїзм, виявлені у захисті державного суверенітету та територіальної цілісності України, вірність військовій присязі під час бойових дій та при виконанні службових обов'язків, відзначена — нагороджена
- 13 серпня 2015 року — орденом княгині Ольги III ступеня.